# Mihail Victor Serdaru
Mihail Victor Serdaru (n. 17 mai 1936) a fost un opozant al regimului comunist.

## Biografie
Mihail Victor Serdaru s-a născut la 17 mai 1936 în București. A absolvit Liceul Cantemir Vodă din București în 1953 și s-a înscris la Facultatea de Medicină din București. În perioada când era student în anul IV a participat la mișcările revendicative ale studenților din București în 1956 (vezi Mișcările studențești din București din 1956). A fost printre organizatorii unei manifestații de solidaritate în Piața Universității, programat pentru ziua de 5 noiembrie 1956. Studenții urmau să ceară satisfacerea unor revendicări cu caracter politic și social; era însă prevăzută și posibilitatea de transformare  a mitingului într-o mișcare de răsturnare a regimului comunist, în cazul în care numărul participanților era mare. A fost arestat la 4 noiembrie 1956, cu o zi înainte de data fixată pentru manifestație. A fost judecat în lotul "Ivasiuc". Prin sentința Nr. 481 din 1 aprilie 1957 a Tribunalului Militar București a fost condamnat la 4 ani închisoare corecțională. A fost eliberat, după executarea sentinței, la 2 noiembrie 1960, însă prin decizia Ministerului Afacerilor Interne Nr 16010/1960 i s-a fixat domiciliu obligatoriu în localitatea Rubla (azi Valea Călmățuiului din județul Brăila) pe o durată de un an.
După eliberare și-a continuat studiile, absolvind Facultatea de Medicină. Ulterior a reușit să emigreze stabilindu-se în Franța.